# Principál

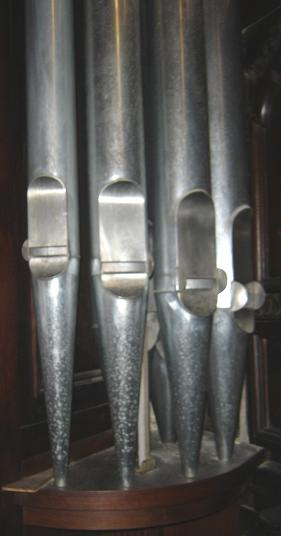
Principál regiszter

A Principál az orgona egyik alapvető regisztere.
| német:   | Prinzipal                              |
| francia: | Montre, Principal, Prestant, Doublette |
| olasz:   | Principale, Flautado                   |
| angol:   | Diapason, Octave                       |
| magyar:  | Principál                              |

## Leírás

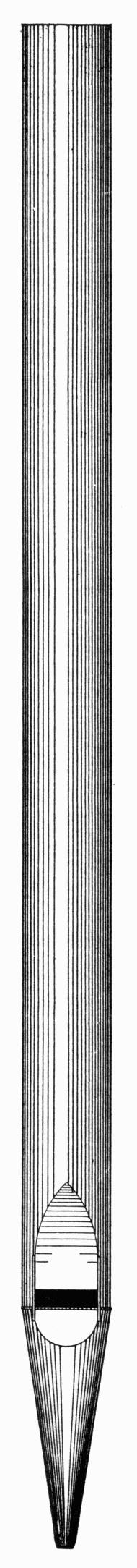
Principál síp

8' alap-orgonaregiszter. Ajaksíp, az orgona hangzásának alapját szolgáltatja. Nyitott, cilindrikus fémsíp vagy négyszög-alapra készített fasíp. Átmenetet képez a szűkméretű (vonós) és a bőméretű (fuvola) síp között. Minden művön (manuálon) előfordulhat 8', 4' és 2', a főművön akár 16' változatban is. Pedálművön is előfordul 16', igen nagy orgonákon 32' változatban.

## Változatok

### Prinzipalbass, Majorbass (32', 16', 8')
Német megfelelője azoknak a 32', 16' vagy 8' Principáloknak, melyek a pedálművön találhatók.

### Octavbass (8')
Német megfelelője a pedálban található, általában 8' Principálnak. A név arra enged következtetni, hogy az alapregiszter egy 16' Principál, és az Octavbass 8' felhangként kapcsolódik bele a hangképbe.

### Montre (16', 8')
Francia megfelelője azoknak a 16' vagy 8' Principáloknak, melyek általában a főművön találhatóak és a homlokzatban foglalnak helyet. A szó a francia montrer – mutatni szóból származik.

### Praestant (16', 8', 4')
Praestant vagy Prestant a német, illetve francia megnevezése azoknak azoknak a 4', esetenként 8' Principáloknak, melyek a homlokzatban állnak.

### Doublette (2')
Francia megfelelője a 2' Principálnak.

### Octave, Superoctave (4', 2')
Gyakran előforduló principálregiszter. 2' változatának neve gyakran Superoctave.

### Kvint, Quint (2 2/3', 1 1/3')
A hangzás színesítése érdekében használnak olyan regisztereket, amelyek nem az alaphang oktávja. Ezek közül a leggyakoribb a kvint, mert ez a 2. hang a felhangsorban.
A 8'-hoz tartozó kvint a 2 2/3', szokásos elnevezései Nasard, Nasat vagy egyszerűen Kvint (Quint).
A 4'-hoz az 1 1/3' tartozik, Larigot vagy Superquint.
A pedálban is használatos, a 16' alapját 5 1/3' kvint erősíti (Nasat, Lokáció), jóval komorabb, teltebb hangzást ad. Ritkán az is előfordul, hogy szűk teremben nincs elég hely a 16' magas sípoknak, ekkor 8' és 5 1/3' regiszterek segítségével imitálják a 16'-as alapot.

### Továbbifelhangok
A kvint után a még szokták használni a (nagy)tercet, ami felhangsor 5. eleme.

A 8' alaphanghoz 1 3/5', a 4'-hoz 4/5', valamint a 16'-hoz 3 1/5' terc tartozik.
Ritkábban használt a (kis)szeptim, a felhangsor 7. tagja.

8'-nál 1 1/7', 4'-nál 4/7', 16'-nál 2 2/7' magasságú sípok adják az alaphang szeptim (7.) felhangját.

### Mixtúra
Több sípsorból álló regiszter, jelentése kevert. Általában oktáv és kvint felhangokból áll, azaz 2 2/3', 2', 1 1/3' és 1' sípsorokat tartalmaz, nagyobb hangszerekben előfordulhat 4', 2/3' és 1/2' is, továbbá terc, esetleg szeptim is.
Olykor változó számú sípsorból áll, a mélyebb hangokhoz ugyanis több felhang is belefér a hallható tartományba.

### Sesquialtera
Kétsoros regiszter, egy kvintből (2 2/3') és egy tercből (1 3/5') áll. Éles hangja miatt szólisztikus regiszter (8' regiszter mellett)

### További változatok
| Cello Diapason         | English Diapason  | Quint Diapason       |
| Diapason Magna         | Fifteenth         | Salicional Diapason  |
| Diapason Phonon        | Groben Principal  | Schönprinzipal       |
| Diapason Sonora        | Italian Principal | Small Open Diapason  |
| Diaphonic Diapason     | Magnaton          | Solo Diapason        |
| Diskant Prinzipal      | Major Principal   | Solo Prinzipal-Flöte |
| Double Diapason        | Octave            | Unterchormassbass    |
| Early English Diapason | Prinzipalbass     | Wood Diapason        |
|                        | Prinzipaldiskant  |                      |